# Астрильд зелений
Астри́льд зелений (Mandingoa nitidula) — вид горобцеподібних птахів родини астрильдових (Estrildidae). Мешкає в Африці на південь від Сахари. Це єдиний представник монотипового роду Зелений астрильд (Mandingoa).

## Опис

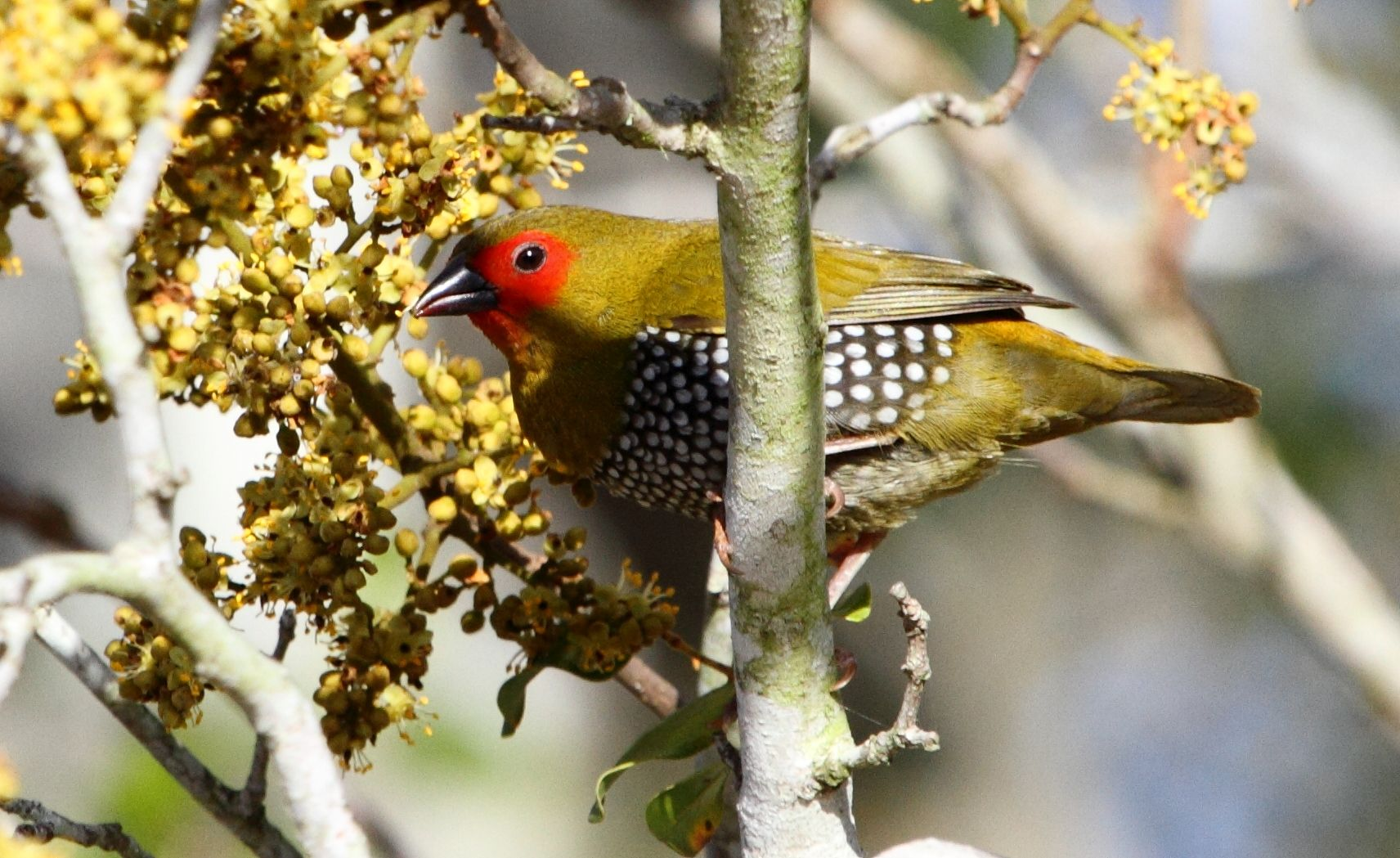
Зелений астрильд

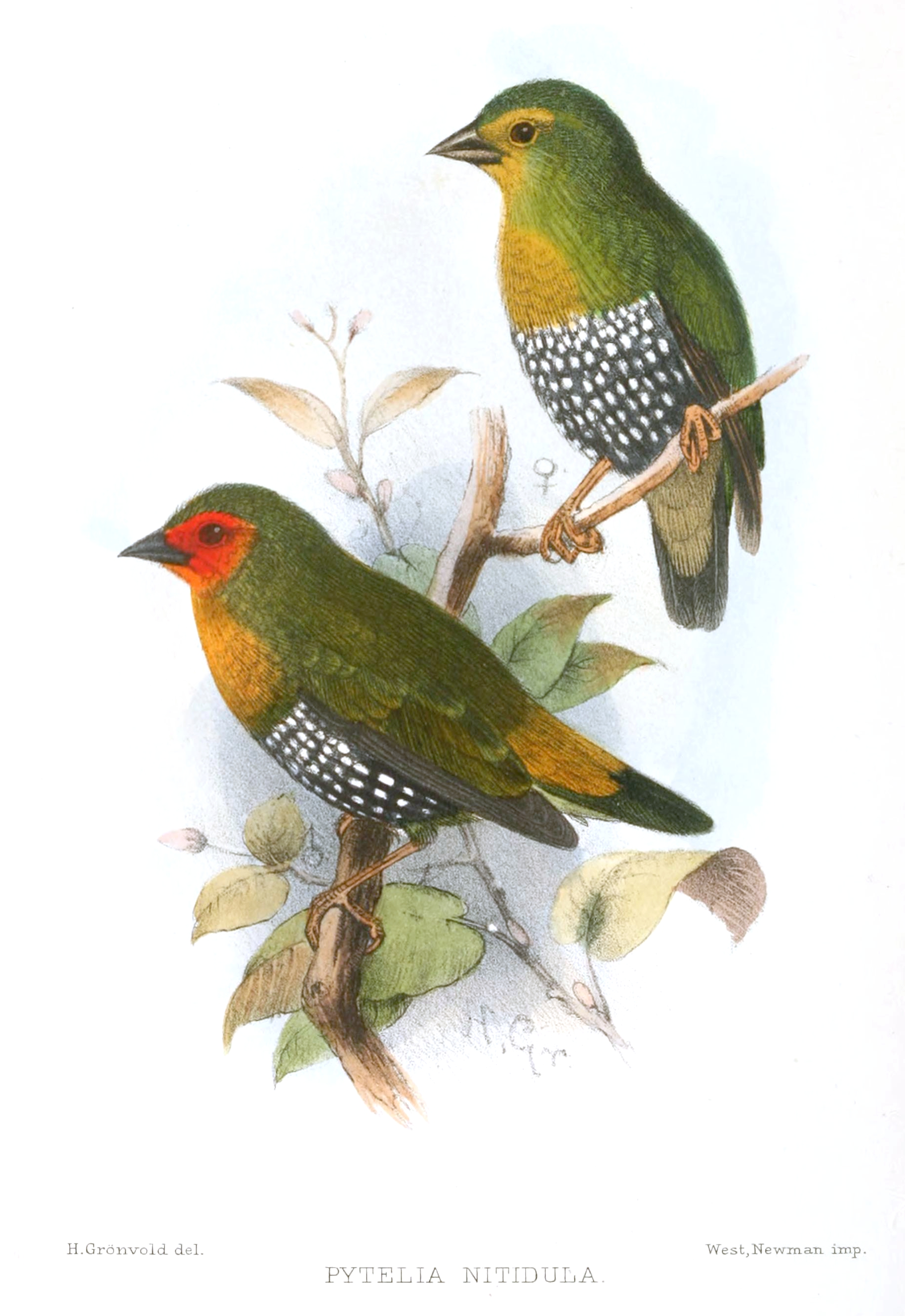
Зелені астрильди

Довжина птаха становить 9-11 см, вага 8,5-10 г. У самців голова і верхня частина тіла зеленуваті, надхвістя має оранжевий відтінок. Горло і "маска" на обличчі червонуваті, верхня частина грудей червонувата або оливкова, в завлежності від підвиду. Решта нижньої частини тіла чорна, поцяткована чіткими округлими плямками. Очі червонувато-карі з рожевуватими кільцями, дзьоб чорнуватий, іноді з червонуватим кінчиком, лапи тілесного кольору.
Самиці мають менш яскраве забарвлення, "маска" на обличчі у них блідіша і менш виражена, груди тьмяно-оливково-сірі. У молодих птахів верхня частина тіла ще більш тьмяна, "маска" слабо виражена, нижня частина тіла загалом тьмяно-оливково-сіра, поцяткована кількома білими плямками, нижні покривні пера хвоста оливково-коричневі. 

## Підвиди
Виділяють чотири підвиди:
- M. n. schlegeli (Sharpe, 1870) — від Сьєрра-Леоне і Гвінеї до західної Уганди, ДР Конго і північно-західної Анголи;
- M. n. virginiae (Amadon, 1953) — острів Біоко;
- M. n. chubbi (Ogilvie-Grant, 1912) — Ефіопія, Кенія, Танзанія, північний схід Замбії і північ Малаві;
- M. n. nitidula (Hartlaub, 1865) — південь Малаві, Зімбабве, Мозамбік і схід ПАР.

## Поширення і екологія
Зелені астрильди широко поширені в Субсахарській Африці, від Гвінеї на схід до Ефіопії і на південь до ПАР, однак їх ареал дуже фрагментований. Вони живуть в різноманітних природних середовищах, від рівнинних і гірських тропічних лісів і вторинних заростей до плантацій і садів. Зустрічаються парами або зграйками до 10 птахів, в Ліберії на висоті до 1600 м над рівнем моря, в Кенії на висоті до 2350 м над рівнем моря, в ПАР на висоті до 1850 м над рівнем моря. Ведуть прихований спосіб життя. Більшу частину дня птахи проводять на землі або в підліску, де шукають їжу, при цьому постійно видаючи різноманітні цьвірінькання і тихий щебет, а при небезпеці швидко ховаються в заростях. 
Зелені астрильди живляться переважно дрібним насінням трав, зокрема насінням мишія і Oplismenus, а також ягодами, плодами і дрібними комахами, яких вони збирають з рослинності і ловлять в польоті. Сезон розмноження у них припадає на завершення сезону дощів, його початок дуже варіюється в залежності від регіону. Гніздо кулеподібне з бічним входом, робиться парою птахів з трави, рослинних волокон, моху і пір'я, розміщується в чагарниках, на висоті 8,5 м над землею, серед листя. Іноді птахи використовують покинуті гнізда лісових ткачиів. 
В кладці від 4 до 6 яєць, інкубаційний період триває 12-15 днів. Насиджують і доглядають за пташенятами і самиці, і самці. Пташенята покидають гніздо через 17 днів після вилуплення, в неволі через 21-23 дні після вилуплення, однак вони залишаються поряд з гніздом ще приблизно тиждень. Птахи набувають статевої зрілості у віці 10 тижнів, коли вони ще не повністю набули дорослого забарвлення.